# Roberto Segadas Vianna
Roberto Segadas Vianna (Rio de Janeiro, 19 de fevereiro de 1909 – 27 de maio de 1964) foi um médico brasileiro.
Formado em medicina pela Faculdade de Medicina do Rio de Janeiro em 1932. Foi eleito membro da Academia Nacional de Medicina em 1948, sucedendo Oscar Clark na Cadeira 13, que tem Benjamim Antonio da Rocha Faria como patrono.